# Antonio I de Oldemburgo
El Conde Antonio I de Oldemburgo y Delmenhorst (1505 - 22 de enero de 1573, Oldemburgo) fue un miembro de la Casa de Oldemburgo y Conde Imperial de los Condados de Oldemburgo y Delmenhorst dentro del Sacro Imperio Romano Germánico. Sus padres fueron el Conde Juan V de Oldemburgo (1460-1525) y Ana de Anhalt-Zerbst.

## Biografía
Antonio I era el hijo menor de Juan V. Tuvo una larga disputa con sus hermanos Juan VI, Jorge y Cristóbal sobre quién sería el único gobernante del Condado de Oldemburgo. En 1529, se convirtió en regente del condado. En 1531, el emperador Carlos V lo enfeudó con el Condado de Oldemburgo-Delmenhorst.
En 1547, durante la guerra de Esmalcalda, conquistó el Castillo y el Señorío de Delmenhorst, que había sido perdido en favor de Münster en 1482.
Fortaleció las defensas de su condado mediante la ampliación de sus fortalezas. Pagó estos proyectos de construcción mediante los beneficios de las propiedades de la iglesia que había robado durante la Reforma. La Orden de San Juan lo demandó por sus posesiones robadas; después de un prolongado juicio, Antonio prevaleció.
Con la asistencia de los granjeros de Stadland y Butjadingen, que su padre había conquistado en 1514, logró ganar una gran cantidad de terrenos fértiles mediante la construcción de diques alrededor de algunos humedales en la Bahía de Jade. Construyó varias grandes mansiones para administrar este nuevo territorio.
En 1566, su hermano Cristóbal murió, y Antonio se convirtió en el único gobernante de Oldemburgo y Delmenhorst.
Antonio I murió en 1573, y fue sucedido por su hijo Juan VII.

## Matrimonio e hijos
Antonio contrajo matrimonio el 1 de enero de 1537 en Oldemburgo, con la Duquesa Sofía de Sajonia-Lauenburgo (m. 7 de octubre de 1571 en Oevelgönne), la hija del Duque Magno I y Catalina de Brunswick-Wolfenbüttel. Tuvieron los siguientes hijos:
- Catalina de Oldemburgo (8 de agosto de 1538 - 1 de febrero de 1620); desposó en 1561 al Conde Alberto II de Hoya (1526 - 18 de marzo de 1563).
- Ana de Oldemburgo (3 de abril de 1539 - 25 de agosto de 1579); desposó el 16 de febrero de 1566 al Conde Juan Gunter I de Schwarzburgo-Sondershausen (20 de diciembre de 1532 - 28 de octubre de 1586).
- Conde Juan VII de Oldemburgo (9 de septiembre de 1540 - 12 de noviembre de 1603); desposó en 1576 a Isabel de Schwarzburgo-Blankenburg (13 de abril de 1541 - 26 de diciembre de 1612).
- Cristián de Oldemburgo (7 de noviembre de 1544 - 6 de agosto de 1570)
- Clara de Oldemburgo (1 de noviembre de 1547 - 30 de mayo de 1598)
- Conde Antonio II de Oldemburgo (8 de septiembre de 1550 - 25 de octubre de 1619); desposó en 1600 a Sibila Isabel de Brunswick-Dannenberg (4 de junio de 1576 - 9 de julio de 1630).